# Emmanuel Osei Kuffour
Emmanuel Osei Kuffour (Accra, 6 aprile 1976) è un ex calciatore ghanese, di ruolo centrocampista.

## Carriera

### Club
Ha giocato nel campionato ghanese, russo, turco, iraniano e libico.

### Nazionale
Con la maglia della nazionale ha esordito nel 1994, collezionando, oltre a 31 presenze, diverse convocazioni alla Coppa d'Africa e una alle Olimpiadi, nel 1996.

## Palmarès

### Club

#### Competizioni nazionali
- Campionato ghanese: 4

Hearts of Oak: 1999, 2000, 2001, 2002
- Coppa di Ghana: 2

Hearts of Oak: 1999, 2000

#### Competizioni internazionali
- CAF Champions League: 1

Hearts of Oak: 2000
- Supercoppa CAF: 1

Hearts of Oak: 2001

### Individuale
- Calciatore ghanese dell'anno: 1

2000